# Kendal Castle

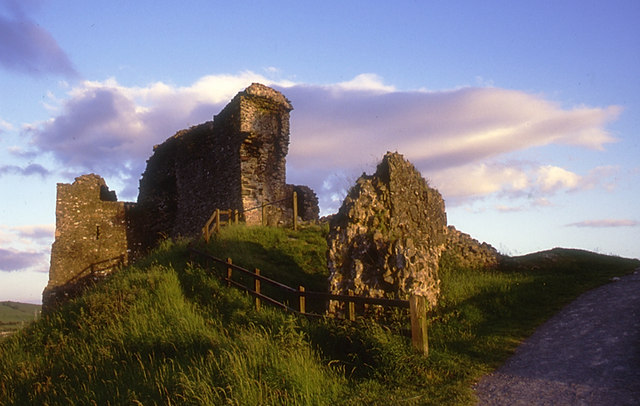
Kendal Castle im Sonnenuntergang (August 2003)

Kendal Castle ist eine Burgruine auf einem Drumlin in der Stadt Kendal in der englischen Grafschaft Cumbria.

## Geschichte
Die Burg wurde Ende des 12. Jahrhunderts als Sitz der Familie Fitz Reinfred, die den Titel der Barone von Kendal führte, an Stelle einer früheren Burg, gegenüber dem Castle Howe auf der gegenüberliegende Flussseite errichtet. Gilbert Fitz Reinfred ließ zunächst eine Motte mit Erdwall bauen. Anfang des 13. Jahrhunderts ließ William de Lancaster die Burg mit einer Kurtine umschließen.
Die bekannteste Familie in Verbindung mit der Burg war die Familie Parr, aus der Königin Catherine Parr, die sechste Frau Heinrichs VIII. stammte. Ihre Familie lebte seit der Heirat von Sir William Parr mit der Erbin von Kendal Castle, Elizabeth Ros, im Jahre 1383 in der Regierungszeit Eduard III. dort. Als Catherine Parr geboren wurde, hatte die Familie längst die Burg, die bereits dem Verfall preisgegeben war, verlassen. Catherines Vater zog es vor, am Hof in London zu leben. Sir Thomas’ Vater war wohl der letzte Parr, der in Kendal Castle lebte.
Das Gebäude war seit der Tudorzeit eine Ruine. 1571 fiel es an die Krone. Das imposante Gemäuer ist bis heute erhalten. 1897 kaufte die Kendal Corporation Kendal Castle zu Königin Victorias diamantenem Kronjubiläum zur „öffentlichen Erbauung“.
Das Anwesen ist für die Öffentlichkeit frei zugänglich. Es wird vom Westmorland and Furness–Council verwaltet.

## Konstruktion
Der runde Innenhof ist von einem breiten Graben umgeben. Dieses Ensemble wird wiederum von einem Erdwall und den Resten der eingestürzten Kurtine umschlossen. Quadratische und runde Türme flankieren die Burgmauer; an der Südseite steht ein rechteckiger Donjon aus dem 14. Jahrhundert. Gegenüber kann man die Reste eines Rittersaals sehen, der über zwei Gewölbekellern errichtet worden war. Daneben gibt es Spuren eines Torhauses, das mit einer Erdbarbakane bewehrt war.

## Galeriebilder

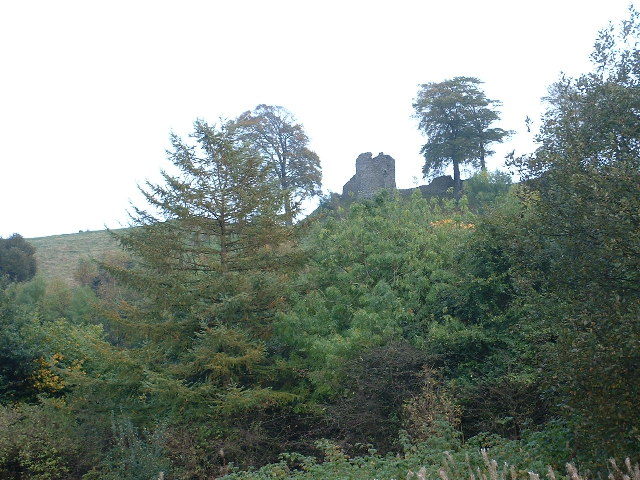
Kendal Castle im Oktober 2005
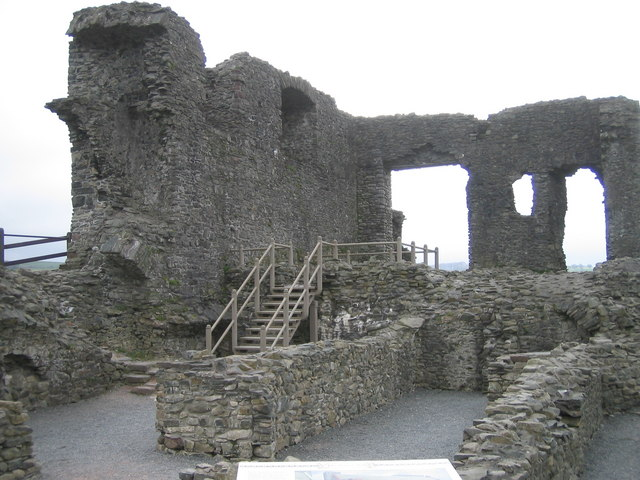
Kendal Castle im April 2007
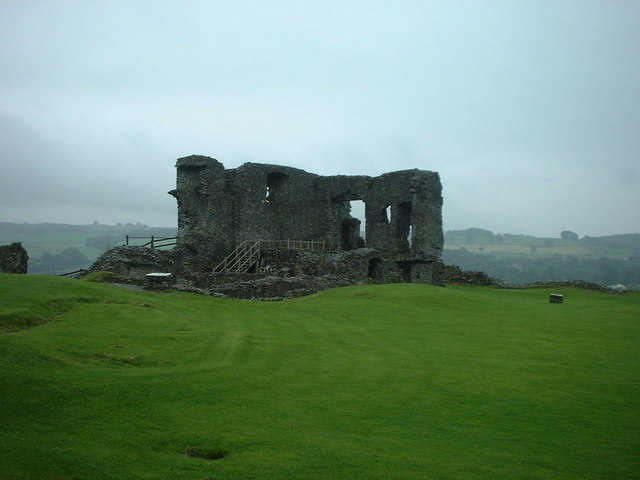
Kendal Castle im Juli 2007